# Volvo Cars
Volvo Cars (suedeză Volvo personvagnar), stilizat ca VOLVO, este un brand de vehicule de lux și o filială a companiei chineze de automobile Geely. Are sediul central în Torslanda, Göteborg, Suedia.
Compania produce și comercializează vehicule utilitare sportive (SUV-uri), break, sedanuri și sedane executive. Grupul Volvo a fost fondat în 1927 ca filială a producătorului de rulmenți cu bile SKF. Când AB Volvo (acum o companie separată) a fost introdusă pe Bursa de Valori din Stockholm în 1935, SKF a vândut majoritatea acțiunilor sale în cadrul companiei. Mașinile sale sunt comercializate ca fiind sigure, solid construite și fiabile.
Conglomeratul de camioane grele și utilaje pentru construcții AB Volvo și Volvo Cars sunt companii independente de când AB Volvo a vândut Volvo Cars către Ford Motor Company în 1999. Volvo Cars este deținută majoritar din 2010 de Grupul Geely Holding. Atât AB Volvo, cât și Volvo Cars împărtășesc logo-ul Volvo și cooperează la conducerea Muzeului Volvo. Cu aproximativ 2.300 de dealeri locali din aproximativ 100 de companii naționale de vânzări din întreaga lume, cele mai mari piețe Volvo Cars sunt China, Statele Unite, Suedia și alte țări din Uniunea Europeană. Majoritatea angajaților săi din întreaga lume au sediul în Suedia.
În Statele Unite, Volvo a plătit amenzi de 19,6 milioane USD pentru lipsa obiectivelor sale privind economia medie a combustibilului pentru anii modelului 2010-2014. În iulie 2017, Volvo a anunțat că noile modele lansate începând din 2019 vor fi complet electrice sau hibrid-electrice, care anunță sfârșitul producției de aproape un secol de vehicule Volvo alimentate exclusiv de motorul cu ardere internă. Cu toate acestea, Volvo va continua să producă mașini non-electrice și non-hibride de la modelele introduse înainte de acel an, dar le va întrerupe odată ce mașinile non-hibride, neelectrice vor primi un facelift sau o reproiectare completă. În 2019, Volvo a anunțat că intenționează să producă doar mașini electrificate începând cu anul 2040.

## Modele

### Modele istorice
- Volvo 144 (1966–1974)

### Modele actuale
- Volvo XC40 (2017–prezent)
- Volvo XC90 II (2014–prezent)
- Volvo S90 II (2016–prezent)
- Volvo V90 II (2016–prezent)
- Volvo V90 Cross Country (2016–prezent)
- Volvo XC60 II (2017–prezent)
- Volvo S60 III (2018–prezent)
- Volvo V60 II (2018–prezent)

### Modele viitoare
- Volvo C40[7] (2022–)
- Volvo XC100[8] (2023–)
- Volvo Embla (2023–)
- Volvo EXC90[9] (2023–)

## Legături externe
- Wikibooks:Vehicle Identification Numbers (VIN codes)/Volvo/VIN codes
- Volvo Cars România
- Volvo Cars International
- Volvo Cars Philippines (Scandinavian Motors Corporation)
- Volvo Cars of North America
- Official Volvo Cars UK web site
- Volvo Business Fleet Arhivat în 18 aprilie 2015, la Wayback Machine.
- Volvo Business News
- Volvo Environmental Cars Arhivat în 13 ianuarie 2015, la Wayback Machine.
- Volvo Business Value Arhivat în 12 aprilie 2012, la Wayback Machine.